# Station Stąporków Wąskotorowy
Station Stąporków Wąskotorowy is een spoorwegstation in de Poolse plaats Stąporków.